# フェミニスト図書館
フェミニスト図書館（フェミニストとしょかん、英語:Feminist Library）は 、図書、詩のパンフレット、定期刊行物を含む、ロンドン及びより広いイギリスにおけるフェミニスト文学と社会運動に関する資料の特別なコレクション及びアーカイブである。2020年以降、図書館はサウス・ロンドンのサザーク区、ペッカムのソジャーナ・トゥルース・コミュニティ・センター内にある。

## 歴史

### 女性研究資料センター
図書館は、ウーマン・リブの歴史を確実に存続させるため、フォーセット図書館の未来を心配した女性たちによって1975年に女性研究資料センターとして設立された。設立者には、フェミニスト研究者であるダイアナ・レオナードやレオノーレ・ダヴィドフも含まれていた。

### 2003年の危機
ランベス区議会が建物の賃貸料を大幅に引き上げた2003年、図書館は財政危機に直面した。その4年後の2007年、経営委員会は支援を集める最後の試みとして緊急会議を開いた。

### 未来のための図書館員
2010年1月、図書館はアワーズ・フォー・オールから資金援助を受けたと公表した。図書館自体を資源として利用しながら、この援助を通してラディカルな司書を養成することを目指してボランティアを訓練しようとした。2010年3月、たくさんの応募者の中から15人のボランティアが選ばれ、2010年4月に図書館で働き始めた。訓練を受けた人のうちの1名は、匿名でその経験についてブログを執筆した。
開館時間は2013年から2014年までの間は長くなっていたが、依然としてボランティアが確保できるかどうかに左右されていた。2015年、図書館は40周年記念を祝った 。2018年までは、火曜日から土曜日の午後または夕方に開館していた。

### ソジャーナ・トゥルース・コミュニティ・センター、2020－現在
フェミニスト図書館は、2020年にペッカムのソジャーナ・トゥルース・コミュニティ・センター内に移された。

## コレクション

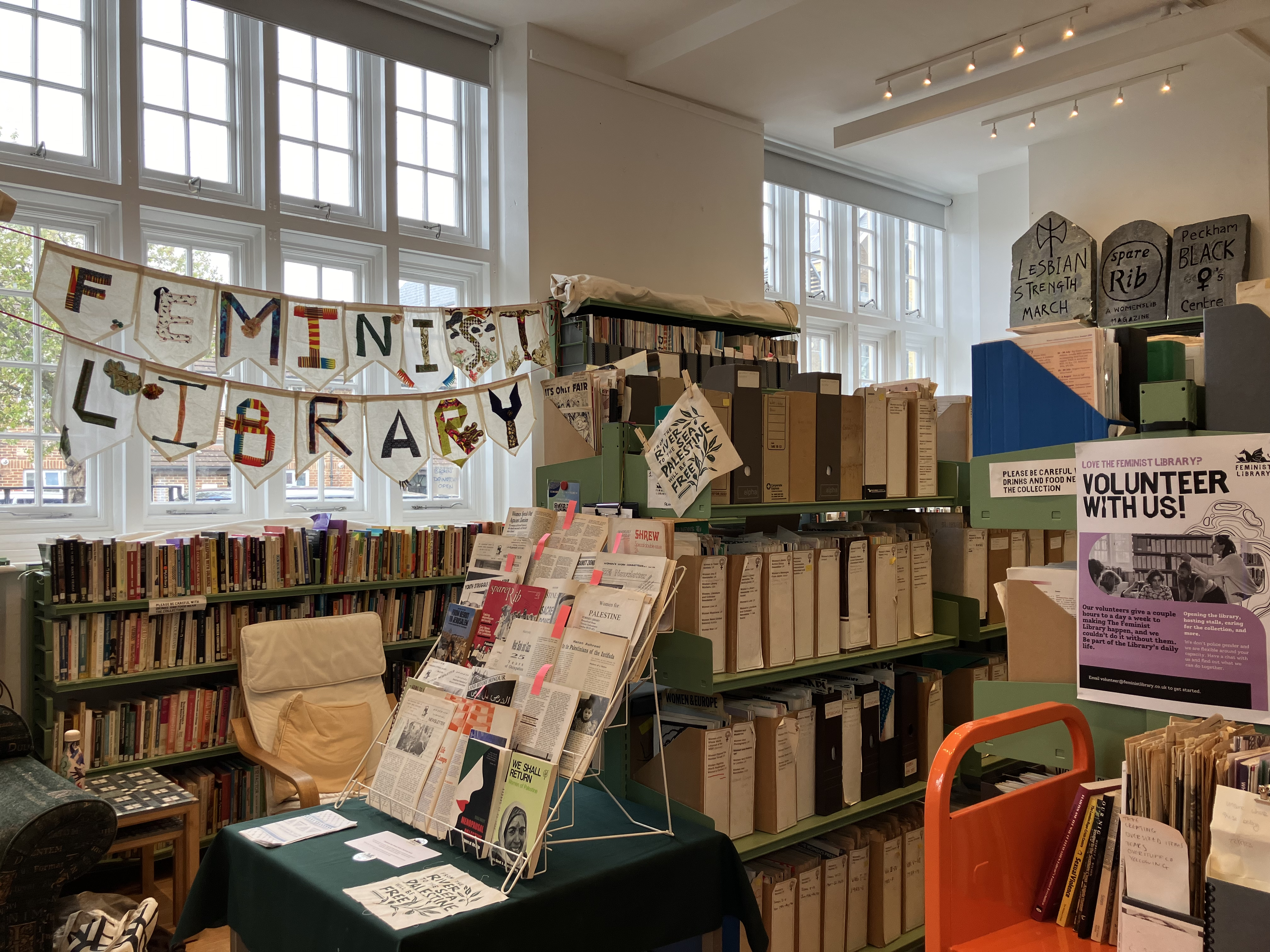
図書館の内部

2010年現在、コレクションとして7,500冊の図書が収蔵されている。そのうち、約5,000冊はノンフィクション作品、2,500冊はフィクション作品である。それに加えて、1,500冊ほどの定期刊行物も所蔵している。コレクションは本棚85メートル分にわたる。また、ビショップスゲート・インスティテュートに所蔵されている膨大な数のパンフレットもある。ジンやポスター、バッジなども所蔵している。

### 詩と小説
図書館にある詩集と小説の総数は、一つの政治運動に注目した特別なコレクションとしては珍しい量である。2007年に行われたアン･ウォルシュとのインタビューで図書館の経営委員会の一員であるジェイル・チェスターが説明したことによると、その理由は女性それぞれが確実に解放運動の一部分として代表されることを図書館が望んでいたからだという。